# جبل رمان الأحمر
يوجد سلسلتان جبليتان معروفتان في منطقة حائل شمال السعودية هما : سلسلة جبال رمان الأسمر ورمان الأحمر ويمثلان كتلتين جبليتين إحداهما من المقذوفات البركانية وصخور البازلت السمراء ، والأخرى من الصخور الجرانيتية الحمراء ويفصل بينهما ريع البكر؛ ويمتدان على شكل سلاسل فيما بين جبلي أجا وسلمى وهي منطقة تسمى الثنية أي الفاصلة أو الناصفة ما بين هذين الجبلين المشهورين في نجد. ومن القرى الواقعة في رمان الأحمر هنالك الغزالة والمهاش والمعترضة وبدائع العلياء والصداعية والبكر والمستجدة وقصير غضور.. وتتوفر فيهذه القرى المياه العذبة ولكنها محدودة حيث تعتمد على التعويض من الأمطار ، وهي مربوطة بطرق زراعية معبدة وتتوفر بها الخدمات الأساسية.